# Bantar Panjang (Tigaraksa)
Bantar Panjang is een bestuurslaag in het regentschap Tangerang van de provincie Banten, Indonesië. Bantar Panjang telt 5695 inwoners (volkstelling 2010).